# Ребрихинский сельсовет
Ребрихинский сельсовет — муниципальное образование со статусом сельского поселения и административно-территориальное образование в Ребрихинском районе Алтайского края России. Административный центр — село Ребриха.

## История
Законом Алтайского края от 3 апреля 2015 года № 23-ЗС, муниципальные образования Куликовский, Ребрихинский и Шумилихинский сельсоветы преобразованы путём их объединения в муниципальное образование Ребрихинский сельсовет с административным центром в селе Ребриха.
Законом Алтайского края от 5 июня 2019 года № 44-ЗС, Ребрихинский и Яснополянский сельсоветы преобразованы путём их объединения в муниципальное образование Ребрихинский сельсовет с административным центром в селе Ребриха.

## Населённые пункты
В состав сельского поселения входит 6 населённых пунктов:
- село Ребриха;
- село Куликово;
- посёлок Тулай;
- село Шумилиха;
- посёлок Верх-Боровлянка;
- село Ясная Поляна.

## Население
| 1997  | 1998  | 1999  | 2000  | 2001  | 2002  | 2003  |
| ----- | ----- | ----- | ----- | ----- | ----- | ----- |
| 8935  | ↗8977 | ↗8988 | ↘8914 | ↗9232 | ↘8771 | ↗8923 |
| 2004  | 2005  | 2006  | 2007  | 2008  | 2009  | 2010  |
| ↘8897 | ↘8837 | ↗8904 | ↘8786 | ↘8625 | ↗8722 | ↘8468 |
| 2011  | 2012  | 2013  | 2014  | 2015  | 2016  | 2017  |
| ↘8451 | ↘8407 | ↘8339 | ↘8207 | ↘8182 | ↗9107 | ↗9174 |
| 2018  | 2019  | 2020  | 2021  |       |       |       |
| ↗9199 | ↘9178 | ↗9574 | ↘8657 |       |       |       |